# Iran Fajr International 2013
Die Iran Fajr International 2013 im Badminton fanden vom 14. bis 17. Februar 2013 in Teheran statt. Das Preisgeld betrug 15.000 US-Dollar.

## Austragungsort
- Hejab St., Keshavarz Blvd.

## Sieger und Platzierte
| Disziplin    | Gold                                 | Silber                        | Bronze                             |
| ------------ | ------------------------------------ | ----------------------------- | ---------------------------------- |
| Herreneinzel | Riyanto Subagja                      | Arif Gifar Ramadhan           | Yogendran Krishnan                 |
| Herreneinzel | Riyanto Subagja                      | Arif Gifar Ramadhan           | Jan Fröhlich                       |
| Dameneinzel  | Neslihan Yiğit                       | Febby Angguni                 | Yeni Asmarani                      |
| Dameneinzel  | Neslihan Yiğit                       | Febby Angguni                 | Saili Rane                         |
| Herrendoppel | Wahyu Nayaka Ade Yusuf               | Ronald Alexander Selvanus Geh | Adam Cwalina Przemysław Wacha      |
| Herrendoppel | Wahyu Nayaka Ade Yusuf               | Ronald Alexander Selvanus Geh | Wojciech Szkudlarczyk Łukasz Moreń |
| Damendoppel  | Amelia Alicia Anscelly Soong Fie Cho | Nicole Grether Charmaine Reid | Ebru Yazgan Neslihan Yiğit         |
| Damendoppel  | Amelia Alicia Anscelly Soong Fie Cho | Nicole Grether Charmaine Reid | Gabriela Stoeva Stefani Stoeva     |